# Turlupini
I turlupini erano una setta religiosa nella Francia medievale, vagamente imparentata con le beghine, i beghard e i fratelli del libero spirito. Il nome turlupin era un epiteto derisorio; sembra che si chiamassero la "società dei poveri" o "la compagnia della povertà". La loro menzione sopravvive solo negli scritti dei loro oppositori, che li condannarono come eretici. Pertanto, si sa molto poco di loro, ma a quanto pare indossavano pochi vestiti come espressione del voto di povertà, che li portò ad accuse di nudismo e promiscuità. Alcuni storici pensano che la loro importanza possa essere stata esagerata per aggiungere "colore locale" alle controversie teologiche accademiche. 
La setta fu attiva principalmente nella seconda metà del XIV secolo intorno a Parigi, essendo una delle poche sette eretiche attive a Parigi in quel momento. Nel 1372 alcuni furono imprigionati, con una leader donna, Jeanne Daubenton, bruciata sul rogo per stregoneria ed eresia. Una setta simile potrebbe essere stata attiva nel 1460 nelle vicinanze di Lilla in Francia. 